# Hannibal (film, 2001)
Pour les articles homonymes, voir Hannibal.
Série Hannibal Lecter
Le Silence des agneaux
(1991) Dragon rouge
(2002)
Pour plus de détails, voir Fiche technique et Distribution.
Hannibal est un thriller policier américano-britannique réalisé par Ridley Scott et sorti en 2001. Il est adapté du roman du même nom écrit par Thomas Harris paru en 1999.
Dix ans après Le Silence des agneaux, Hannibal Lecter hante toujours Clarice Starling, devenue agent du FBI. Mason Verger, seule victime rescapée du docteur cannibale, veut le capturer et le voir souffrir d'une façon inimaginable. Les lieux du film alternent entre l'Italie et les États-Unis.

## Synopsis
Après s'être échappé de sa captivité, le docteur Hannibal Lecter vit à Florence en Italie. Il est désormais conservateur temporaire de la bibliothèque du Palazzo Capponi (il attend sa nomination définitive après la disparition mystérieuse de son prédécesseur). Le milliardaire Mason Verger, ancienne victime de Lecter atrocement défiguré et mutilé, est désireux de se venger. Le Commandatore Pazzi, dont l’aïeul fut condamné puis pendu lors de la conjuration des Pazzi, aide Mason Verger à retrouver sa trace. Il est démasqué par Lecter qui mettra en scène son exécution comme celle de son ancêtre.
Mason Verger, aidé par Paul Krendler du département de la justice, utilise alors Clarice Starling comme appât pour piéger Lecter qui se laisse sciemment capturer afin de confronter Verger. Comme prévu par Lecter, Clarice Starling se rend au manoir Verger, où Lecter est emmené, pour empêcher ce dernier d’exécuter sa vengeance. Hannibal Lecter réunit alors Clarice Starling, blessée, et son chef Paul Krendler pour un repas d'explication dans la maison de Krendler, près du lac.

## Fiche technique
Sauf indication contraire, les informations mentionnées dans cette section peuvent être confirmées par la base de données cinématographiques IMDb,  présente dans la section « Liens externes ».
- Titre original et français : Hannibal
- Réalisation : Ridley Scott
- Scénario : David Mamet et Steven Zaillian, d'après le roman Hannibal de Thomas Harris
- Musique : Hans Zimmer (additionnelle : Klaus Badelt, Geoff Zanelli, James Michael Dooley, Steve Jablonsky, Gavin Greenaway, Patrick Cassidy, Martin Tillman, Clay Duncan, Bart Hendrickson, Mel Wesson et Rupert Gregson-Williams)
- Direction artistique : David Crank et Marco Trentini
- Décors : Norris Spencer, Marco Allegri et Crispian Sallis
- Costumes : Janty Yates
- Maquillage spécial : Greg Cannom (en)
- Photographie : John Mathieson
- Son : David Kudell
- Montage : Pietro Scalia
- Production : Dino De Laurentiis, Martha De Laurentiis et Ridley Scott
  - Producteur exécutif : Lucio Trentini (Italie)
  - Producteur délégué : Branko Lustig
  - Producteur associé : Terry Needham
- Sociétés de production : Metro Goldwyn Mayer (MGM), Universal Pictures, Scott Free Productions et Dino De Laurentiis Company
- Sociétés de distribution : Metro-Goldwyn-Mayer (États-Unis), United International Pictures (Royaume-Uni, Suisse romande, France et Belgique)
- Budget : 87 000 000 $[1]
- Pays de production :  États-Unis,  Royaume-Uni
- Langues originales : anglais, italien, japonais
- Format : couleur (Technicolor) - 35 mm - 1,85:1 (Panavision) - son DTS | Dolby Digital | SDDS
- Genres : thriller, policier, drame, horreur
- Durée : 131 minutes
- Dates de sortie[2] :
  - États-Unis, Canada : 9 février 2001
  - Royaume-Uni : 16 février 2001
  - France, Belgique, Suisse romande : 28 février 2001
- Classification[3] :
  - États-Unis : R – Restricted (Les enfants de moins de 17 ans doivent être accompagnés d'un adulte).
  - France : Interdit aux moins de 12 ans

## Distribution
- Anthony Hopkins (VF : Jean-Pierre Moulin) : Hannibal Lecter
- Julianne Moore (VF : Ivana Coppola) : Clarice Starling
- Gary Oldman (VF : Gabriel Le Doze) : Mason Verger (non-crédité, à sa demande, au générique de début)[4]
- Ray Liotta (VF : Bruno Choël) : Paul Krendler
- Frankie R. Faison (VF : Jacques Martial) : Barney, l'infirmier
- Giancarlo Giannini (VF : Mario Santini) : l'inspecteur Rinaldo Pazzi
- Francesca Neri (VF : Roxane Nouban) : Allegra Pazzi
- Zeljko Ivanek (VF : Jérôme Keen) : Dr Cordell Doemling
- Hazelle Goodman : Evelda Drumgo
- David Andrews (VF : Bruno Carna) : agent du FBI Pearsall
- Francis Guinan (VF : Patrick Béthune) : Noonan, l'assistant du directeur du FBI
- Enrico Lo Verso : Gnocco
- Ivano Marescotti (VF : Gérard Rinaldi) : Carlo
- Fabrizio Gifuni : Matteo
- Robert Rietti : Sogliato
- Terry Serpico : l'officier Bolton
- Peter Shaw : l'agent spécial John Brigham
- Danielle de Niese : Béatrice
- Mark Margolis, Ajay Naidu et Kelly Piper : les experts en parfums
- Giannina Facio : la technicienne
- Judie Aronson : une reporter
- Ric Young : un journaliste

## Production

### Genèse et développement
Le Silence des agneaux, adapté du roman du même nom publié en 1988 de Thomas Harris, sort en 1991 et est un succès unanime, public et critique. Il a même remporté cinq Oscars « majeurs ». Thomas Harris aura mis plusieurs années à écrire la suite de son roman. Il s'intitule Hannibal et est publié en 1999. Jonathan Demme, réalisateur du premier film, exprime son envie de l'adapter avant même sa parution.
Les droits du personnage de Hannibal Lecter sont alors détenus par les producteurs Dino De Laurentiis et Martha De Laurentiis, qui avaient notamment produit Le Sixième Sens (1986), adaptation de Dragon rouge, premier roman avec Lecter. Martha et Dino De Laurentiis avaient ensuite autorisé Orion Pictures à produire Le Silence des agneaux gratuitement mais sans leur participation. Après le succès du Silence des agneaux, ils s'impatientent de la sortie d'un nouveau roman. Lorsque celui-ci est achevé, Thomas Harris les contacte. Les droits sont alors négociés pour une somme record pour l'époque de 10 millions de dollars.
En avril 1999, il est révélé dans la presse que le budget de Hannibal avoisinera les 100 millions de dollars, dont 15 millions pour Jodie Foster et Anthony Hopkins pour reprendre leurs rôles ainsi que 5 millions pour Jonathan Demme. Mort Janklow, l'agent de Thomas Harris, raconte dans le Los Angeles Times que Jodie Foster, Anthony Hopkins et Jonathan Demme ont reçu le manuscrit du roman et ajoute que le film va être incroyable. Jonathan Demme refuse finalement le poste de réalisateur, car il trouve apparemment l'intrigue sinistre et trop sanglante,. Dans le documentaire Inside Story: The Silence of the Lambs (2010), Jonathan Demme reviendra sur ce choix « Tom Harris, aussi imprévisible que jamais, a amené la relation entre Clarice et le Dr Lecter dans une direction qui ne me convenait tout simplement pas. Et Clarice est droguée, et elle mange des cerveaux avec lui, et j'ai juste pensé « Je ne peux pas faire ça ». »
Dino De Laurentiis rend visite à Ridley Scott sur le plateau de Gladiator et lui propose de réaliser Hannibal. En plein tournage de son péplum, le cinéaste anglais pense que le producteur italien lui demande de faire un film sur Hannibal Barca et lui répond : « Dino, je fais une épopée romaine en ce moment. Je ne veux pas faire venir les éléphants au-dessus des Alpes ensuite. » Ridley Scott lit finalement le manuscrit du roman rapidement et est très emballé par le projet. Il a seulement quelques réserves, notamment sur la fin du roman et sa romance entre Clarice et Lecter : « Je ne pouvais pas faire ce saut quantique émotionnellement au nom de Starling. Certainement, au nom d'Hannibal, je suis sûr que cela lui trottait dans la tête depuis un certain nombre d'années. Mais pour Starling, non. Je pense que l'une des attractions de Starling pour Hannibal est à quel point elle est une flèche droite. ». L'auteur Thomas Harris l'autorise finalement à apporter des changements à l'intrigue.
Ted Tally, scénariste du premier film, refuse de participer à cette suite, pour des raisons assez similaires à celle de Jonathan Demme. David Mamet est le premier à rédiger une ébauche de script qui, selon Ridley Scott et les producteurs, nécessite quelques révisions. Steven Zaillian est engagé pour retravailler son script.

### Attribution des rôles
Jodie Foster
En 1997, Jodie Foster déclare à Larry King sur CNN qu'elle reprendra certainement son rôle de Clarice Starling dans Hannibal. Mais dans l'émission de radio Spécial Thomas Harris, un numéro de la série Mauvais genre diffusé sur France Culture le 15 janvier 2000, jour de la sortie en France du roman Hannibal, les intervenants s'insurgent contre l'avis de Jodie Foster sur le roman, présageant déjà de ses réticences sur l'évolution du personnage : « Jodie Foster a osé dire que "le personnage de Clarice Starling a été trahi", comme si elle l'avait créé elle-même. » Elle raconte alors à Entertainment Weekly que « Anthony Hopkins en parle sans arrêt. Tout le monde veut le faire. Chaque fois que je le vois, il me dit : "Quand va-t-on le faire ?". » Mais le producteur Dino De Laurentiis ne pense pas qu'elle fera le film. Anthony Hopkins émet également des doutes ; selon son « intuition », elle ne le fera pas. Foster ne confirme son refus que fin décembre 1999. Cette décision créera des problèmes entre les studios Universal et MGM,.
En novembre, l'actrice avait déclaré à l'AFP : « Je gagnerais plus d'argent en tournant Hannibal. Mais à quoi bon s'il trahit Clarice, qui est pour moi, d'une façon étrange, une personne à part entière. Le film fonctionnait parce que les gens croyaient en son héroïsme. Je ne l'interpréterai pas avec des attributs négatifs qu'elle n'a jamais eus. »
Certains ont dit qu'elle n'aurait pas voulu faire le film sans Jonathan Demme. Cependant, son porte-parole a révélé que l'actrice Claire Danes était libre pour tourner Flora Plum, son troisième film en tant que réalisatrice, et que son investissement dans Hannibal pourrait compromettre sa réalisation. Aujourd'hui, le film est toujours en préparation.
Dino De Laurentiis a raconté : « J'ai appelé l'agent de Jodie Foster. Elle m'a dit : "Elle ne lira le script que si vous lui faites une offre de 20 millions de dollars et un bénéfice de 15 % sur les recettes du film." Et je lui ai répondu : "Transmettez tout mon amour à Jodie. Au revoir." »
Après l'annonce d'un refus définitif, les réactions vis-à-vis de l'actrice n'ont pas été des plus tendres. La presse anglaise rapporte que Dino De Laurentiis et Anthony Hopkins se sentaient outragés. « Anthony était vraiment furieux, raconte un proche de l'acteur gallois. Le chemin a été long avant d'avoir le bon script, mais la dernière version est grandiose. Tout le monde croyait que Jodie allait être contente. À ce propos, Anthony pensait que cela était primordial pour retrouver l'alchimie entre les deux personnages. [...] Il se sent complètement trahi par cette femme. » Le producteur et l'interprète d'Hannibal Lecter étaient d'autant plus furieux que le script fut modifié uniquement pour satisfaire Jodie Foster. L'actrice, qui exprimait en effet des réticences sur le comportement de son personnage, avait demandé aux scénaristes de changer quelques passages, dont la fin jugée trop invraisemblable.
Fin 2005, Jodie Foster lors d'une interview au magazine Total Film, a confirmé qu'elle avait bien refusé le film pour faire Flora Plum, et que les caractéristiques du personnage ne la satisfaisaient pas.
Julianne Moore
À la suite du refus de Foster, Universal Pictures envisage un temps de renoncer définitivement à la mise en chantier de ce projet. Mais plutôt que de perdre encore plus d'argent — les repérages en Italie étaient déjà terminés —, la maison de production s'est lancée à la recherche d'une remplaçante pour incarner Clarice Starling. Michelle Pfeiffer (qui avait déjà refusé de jouer dans Le Silence des agneaux) Cate Blanchett, Angelina Jolie, Gillian Anderson, Hilary Swank, Ashley Judd, Helen Hunt et enfin Julianne Moore. Anthony Hopkins fut très emballé par le choix car il trouvait l'actrice « fantastique ». Selon une dépêche de l'AFP, la comédienne a déclaré, lors d'un entretien diffusé par l'émission Access Hollywood, que « le scénario était réellement fantastique ».
L'expérience sera néanmoins « traumatisante » pour l'actrice. Plus que la violence physique, c'est l'aspect psychologique du film qui a perturbé la comédienne, qui en est venue à consulter son psychologue. Elle déclara au magazine Vanity Fair : « J'ai lu (le scénario) et j'ai pensé, « c'est vraiment sombre ». Mes inquiétudes concernaient la nature de la violence. Je fais très attention à la violence, mais finalement j'en suis venue à penser que cette histoire était comme une fable. C'est un film à propos du combat entre le bien et le mal. C'est symbolique et quasiment mythologique, mais c'est psychologiquement effroyable. Hannibal est la partie sombre qui existe en chacun, le « ça » que vous laissez échapper. Il est le mal lâché dans la nature... dans nos vies oniriques nous explorons ces thèmes. Ça va, mais c'est une frontière très fine qui me met mal à l'aise. J'en ai parlé à mon analyste. »
Anthony Hopkins
La participation d'Anthony Hopkins à Hannibal n'était pas non plus certaine. En décembre 1998, l'acteur déclarait : « Je dois quitter ce métier parce que je pense qu'il est mauvais pour la santé mentale. » Chargé dans un premier temps du projet, Jonathan Demme avait assuré qu'il serait bel et bien dans cette suite : « Au cas où il dirait non, je me chargerai de le faire revenir sur sa décision. » Demme quitta finalement le projet, et en juin 1999 Hopkins apprend qu'il ne serait intéressé que si le script était « très bon ». Après des mois d'incertitude, l'acteur a finalement accepté de reprendre le rôle d'Hannibal Lecter après avoir pris connaissance des modifications apportées au script par Steven Zaillian.

### Tournage
Le tournage débute le 8 mai 2000 à Florence. En juin 2000, l'équipe se rend à Washington à la gare de Washington Union Station notamment pour la scène où Hannibal est sur le manège. Des scènes sont ensuite tournées à Richmond en Virginie notamment la scène du marché au début du film. Les scènes de la résidence de Mason Verger sont tournées au Domaine Biltmore à Asheville en Caroline du Nord..

### Bande originale
La majorité de la musique est composée par Hans Zimmer. Cependant la bande originale intègre d'autres compositions classiques :
1. Dear Clarice (6:02)
2. Aria da capo (1:48), de Jean-Sébastien Bach
3. The Capponi Library (1:14)
4. Gourmet Valse Tartare (6:50) de Klaus Badelt
5. Avarice (3:54)
6. For A Small Stipend (0:55)
7. Firenze Di Notte (3:09)
8. Virtue (4:37)
9. Let My Home Be My Gallows (10:00)
10. The Burning Heart (4:24)
11. To Every Captive Soul (6:53)
12. Vide Cor Meum (4:20), de Patrick Cassidy

## Sortie et accueil

### Accueil critique
Il a reçu un accueil critique mitigé, recueillant 39 % de critiques positives, avec une note moyenne de 5,1/10 et sur la base de 163 critiques collectées, sur le site agrégateur de critiques Rotten Tomatoes. Sur Metacritic, il obtient un score de 57/100 sur la base de 36 critiques collectées.
Critiques positives

« (...) un mélange de superthriller et de film « gore », cimenté par un scénario beaucoup plus malin qu'on ne le pense et par un Anthony Hopkins toujours aussi fabuleux. »

— Le Parisien

« On en sort le cœur chaviré, la bouche mauvaise, ravi d'un spectacle si abouti, amer d'une normalité si anormale. »

— Le Nouvel Observateur
Critiques mitigées

« À force de jouer sur l'ironie et le second degré, Ridley Scott finit par s'aliéner le spectateur. Son Lecter rappelle davantage un chef d'opérette qu'un dangereux criminel. Ce n'est pas forcément, pour un film d'horreur, la meilleure option. »

— Le Journal du dimanche

« Malgré une mise en scène parfois impressionnante, Hannibal n'est ni digne ni fidèle à l'esprit des deux précédents films inspirés du cannibale sympathique. »

— Première
Critiques négatives

« (...) Hannibal relève du rouleau compresseur hollywoodien, garantie que la route sera dépourvue d'aspérités, ce qui est pour un peu une qualité et pour beaucoup un défaut. »

— L'Humanité

« Très attendue, la suite du Silence des agneaux n'en sombre pas moins dans le ridicule, en alliant un récit chaotique à un grand tohu-bohu de thématiques, diverses et variées, qui attestent de l'ambition démesurée de l'entreprise (...) »

— Repérage

### Box-office
Le film a connu un important succès commercial, rapportant environ 351 692 000 $ au box-office mondial, dont 165 092 000 $ en Amérique du Nord, pour un budget de 87 000 000 $. En France, il a réalisé 2 579 878 entrées.

## Distinctions
Entre 2001 et 2002, Hannibal a été sélectionné 30 fois dans diverses catégories et a remporté 9 récompenses. Il a remporté le Saturn Award du meilleur maquillage et a été nommé dans 3 autres catégories aux Saturn Awards, meilleur film d'horreur, meilleur acteur et meilleure actrice, ainsi qu'au Satellite Award de la meilleure musique.

### Récompenses
- Bogey Awards 2001 : Prix Bogey en argent
- Goldene Leinwand (Golden Screen) 2001
- GoldSpirit Awards 2001 : GoldSpirit Awards de la meilleure bande-son d'horreur pour Hans Zimmer
- Italian National Syndicate of Film Journalists : Silver Ribbon du meilleur acteur dans un second rôle pour Giancarlo Giannini
- Jupiter Awards 2001 : Jupiter Award du meilleur réalisateur international pour Ridley Scott
- Academy of Science Fiction, Fantasy & Horror Films - Saturn Awards 2002 :
  - Saturn Award des meilleurs maquillages pour Greg Cannom et Wesley Wofford
- ASCAP / American Society of Composers, Authors and Publishers 2002 : ASCAP Award des meilleurs films au box-office pour Hans Zimmer
- Fangoria Chainsaw Awards 2002 :
  - Chainsaw Award du meilleur acteur pour Anthony Hopkins
  - Chainsaw Award du meilleur score pour Hans Zimmer

### Nominations
- DVD Exclusive Awards 2001 :
  - Video Premiere Award des meilleures nouvelles fonctionnalités supplémentaires (nouvelle version) pour
  - Video Premiere Award du meilleur design de menu DVD
- Golden Schmoes Awards 2001 :
  - Meilleur film d'horreur de l'année
  - Scène la plus mémorable d'un film : "La scène du dîner"
- Golden Trailer Awards 2001 : meilleur film horreur / thriller
- MTV Movie Awards 2001 : 
  - Meilleur film
  - Meilleur méchant pour Anthony Hopkins
  - Meilleur baiser pour Anthony Hopkins et Julianne Moore
- World Soundtrack Awards 2001 :
  - Compositeur de la bande originale de l'année pour Hans Zimmer
  - Meilleure bande originale de l'année pour Hans Zimmer
- Academy of Science Fiction, Fantasy & Horror Films - Saturn Awards 2002 :
  - Meilleur film d'horreur
  - Meilleur acteur pour Anthony Hopkins
  - Meilleure actrice pour Julianne Moore
- Fangoria Chainsaw Awards 2002 :
  - Meilleur film à large diffusion
  - Meilleure actrice pour Julianne Moore
  - Meilleur acteur dans un second rôle pour Giancarlo Giannini
  - Meilleur scénario pour Steven Zaillian et David Mamet
  - Meilleur maquillage / FX de créature pour Greg Cannom
  - Pire film
- Hollywood Makeup Artist and Hair Stylist Guild Awards 2002 : Meilleur maquillage des effets spéciaux pour Greg Cannom et Wesley Wofford
- Satellite Awards 2002 : Meilleure musique originale de film pour Hans Zimmer

## Différences avec le roman
- Jack Crawford tout comme Ardelia Mapp ne sont pas présents dans le film contrairement au roman[32].
- Dans le livre, Lecter brise lui-même le miroir de Verger dont les morceaux vont lui servir à s'écorcher le visage[33].
- Le personnage de Margot Verger, la sœur de Mason, n'est pas présente dans le film[34]. C'est d'ailleurs elle qui tuera son frère avec une murène après s'être débarrassée de Cordell[35]. Dans le film, c'est Lecter qui demande à ce dernier de pousser Mason dans l'enclos des cochons.
- Dans le livre, la scène de l'avion où Lecter fait goûter son plat au garçon a lieu sur le vol qui le ramène d'Italie aux États-Unis et non à la fin[36].
- La fin du film est différente de celle du roman. Dans ce dernier, Clarice Starling et Hannibal Lecter finissent en couple[37]. Dans le film, la jeune femme tente d'arrêter le psychiatre qui parviendra à s'échapper.
- dans le roman l’histoire se passe 7 ans plus tard alors que dans le film c’est 10 ans plus tard.